# Taktaharkány
Taktaharkány is een plaats (nagyközség) en gemeente in het Hongaarse comitaat Borsod-Abaúj-Zemplén. Taktaharkány telt 4074 inwoners (2001).